# خسته نباشید!
خسته نباشید! فیلمی به کارگردانی افشین هاشمی و محسن قرایی و نویسندگی محمد رضایی‌راد محصول سال ۱۳۹۱ است.

## بازیگران
- غوغا بیات
- جلال فاطمی
- یدالله شادمانی
- رویا افشار
- حسام محمودی
- نگار حسن‌زاده
- فرزاد باقری

## جوایز

### سی و یکمین دوره جشنواره فیلم فجر
| قسمت                     | نامزد              | نتیجه    |
| ------------------------ | ------------------ | -------- |
| بهترین طراحی صحنه و لباس | استاد ایرج رامین‌فر | نامزدشده |

### سی و دومین دوره جشنواره فیلم فجر
| قسمت         | نامزد      | نتیجه    |
| ------------ | ---------- | -------- |
| بهترین آنونس | رامبد جوان | نامزدشده |

### شانزدهمین جشن سینمای ایران
| قسمت                       | نامزد                    | نتیجه    |
| -------------------------- | ------------------------ | -------- |
| بهترین آنونس               | رامبد جوان               | برنده    |
| بهترین کارگردانی فیلم اول  | افشین هاشمی و محسن قرایی | برنده    |
| بهترین فیلم اول            | رضا میرکریمی             | برنده    |
| بهترین بازیگر نقش مکمل مرد | یدالله شادمانی           | نامزدشده |